# Calle Briandt
Carl-Gustav ”Calle” Emanuelsson Briandt, född 22 oktober 1919 i Maria Magdalena församling Stockholm, död 10 september 1995 i Lidingö, var en svensk ledare inom alpin skidsport. Calle Briandt tillhörde styrelsen i Svenska skidförbundet 1959–1969 och var dess vice ordförande från 1962–1969. Briandt var ordförande i den alpina kommittén (AK) 1959–1983 och fortsatte därefter som  hedersledamot.
Efter sin ordförandetid var han engagerad inom alpin utbildning eftersom han arbetat med dessa frågor i olika konstellationer i instruktions-, tränar- och utbildningskommittéerna från 1955 och in på 1990-talet. Andra stora frågor för Briandt var talangutvecklingen. Han var också den som låg bakom starten av de svenska skid- och idrottsgymnasierna.
År 2006 tilldelades Calle Briandt postumt Sixtusmedaljen, Svenska skidförbundets högsta utmärkelse som instiftades 1948 och bär inskriptionen ”För framsynt, segerrik ledning av svensk skididrott”.